# Antepione dyari
Antepione dyari là một loài bướm đêm trong họ Geometridae.